# Michael Che

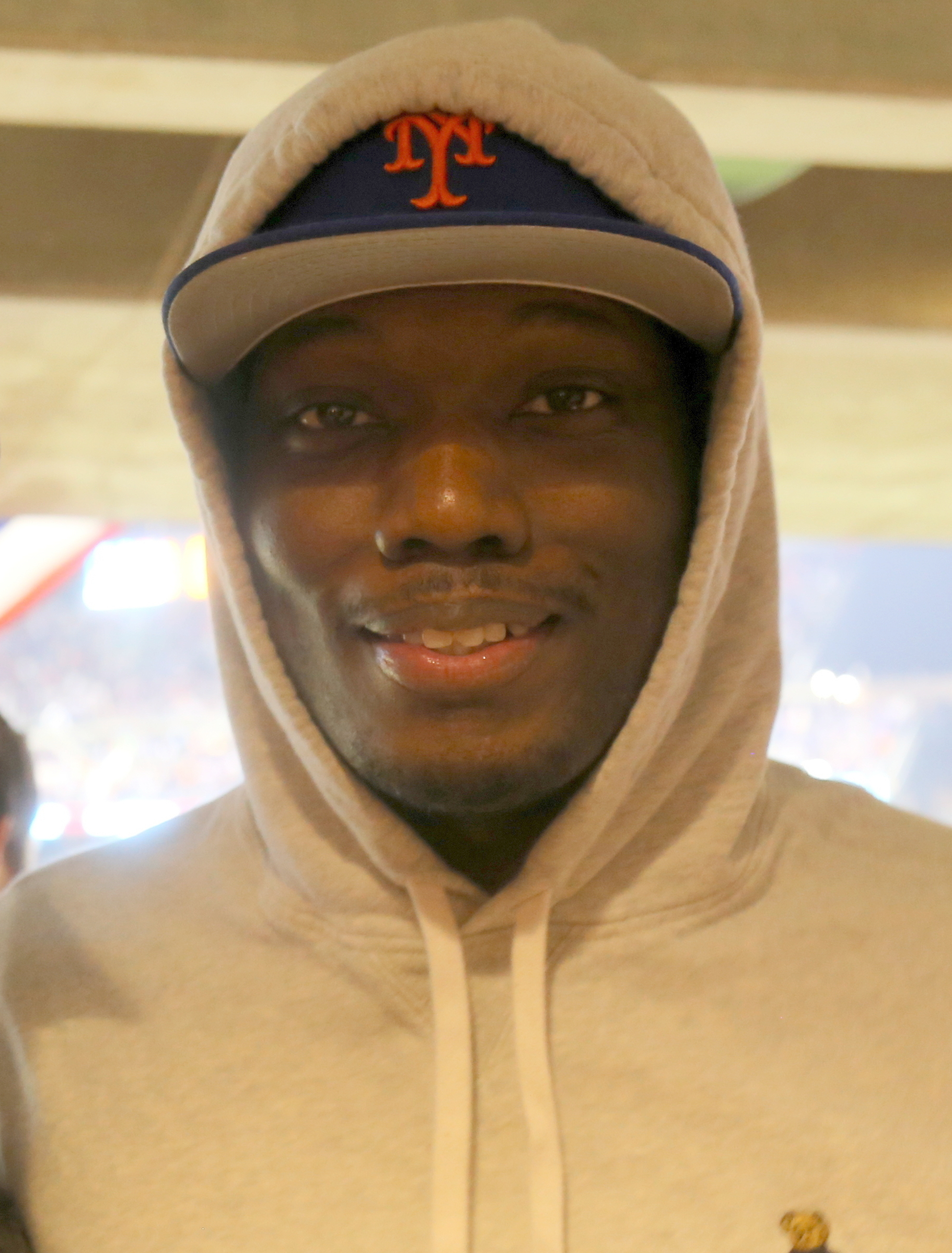
Michael Che im Jahr 2015

Michael Che Campbell (* 19. Mai 1983 in New York City, New York) ist ein US-amerikanischer Kabarettist, Stand-Up-Comedian, Schauspieler und Autor. 
Gemeinsam mit Colin Jost ist Che einer der beiden Moderatoren der Rubrik Weekend Update von Saturday Night Live und seit 2017 co-head-writer bei SNL. Che und Jost waren Gastgeber der Primetime-Emmy-Verleihung 2018.
Zuvor arbeitete Che als Korrespondent für die Daily Show with Jon Stewart und als Drehbuchautor für SNL. Ende September 2014, nach dem Ausscheiden von Cecily Strong, wurde er einer der beiden Moderatoren von Weekend Update.

## Biographie
Michael Che Campbell wurde in Manhattan, New York City als jüngstes von sieben Kindern von Rose and Nathaniel Campbell geboren. Sein geschichtsinteressierter Vater benannte Michael nach dem Revolutionär Che Guevara. Das Ehepaar Campbell trennte sich noch in Ches Kindesalter.
Che wuchs an der Lower East Side in Manhattan auf und besuchte die Fiorello H. LaGuardia High School of Music & Art and Performing Arts. Im Alter von 14 Jahren zog Michael Che kurzzeitig zu seiner Schwester nach Jersey City, später lebte er mit seinem Vater zunächst in Hell’s Kitchen, dann in Flatbush zusammen.
Zwei Jahre lang war Che im Kundendienst eines Autohauses angestellt, danach malte er Porträts auf T-Shirts, die er im Stadtviertel SoHo verkaufte.

## Karriere

### Anfänge,The Daily ShowundSaturday Night Live
Ches Karriere als Stand-Up-Comedian begann im Jahr 2009 bei Open-Mic-Abenden in New York. Seitdem tritt er regelmäßig als Komiker auf. 2012 wurde er in die Late Show with David Letterman eingeladen. Variety bezeichnete Che im Jahr 2013 als „einen der 10 sehenswertesten Komiker“; das Rolling-Stone-Magazin listete ihn auf seiner Liste der „50 lustigsten Menschen“.
2013 wurde Michael Che Drehbuchautor bei Saturday Night Live, zunächst als Gastautor, später als angestellter staff writer. Am 28. April 2014 wurde bekanntgegeben, dass er bei der Daily Show als Korrespondent auftreten würde. Am 4. Juni 2014 hatte er sein Debüt in der Daily Show. Obwohl er dort insgesamt nur neunmal zu sehen war, wurden seine Auftritte von der Kritik positiv aufgenommen. TV Guide lobte Che für seinen humoristischen Umgang mit den Protesten in Ferguson.
Mit der 40. Staffel Saturday Night Live – ab September 2014 – übernahm Che Cecily Strongs Rolle als co-anchor des SNL-Segments Weekend Update. Er moderiert an der Seite von Colin Jost. Michael Che ist der erste Afroamerikaner als Moderator von Weekend Update.
In der 40. und 42. Staffel von SNL blieben seine Auftritte auf die Weekend-Update-Rubrik beschränkt. Ab 2017 jedoch wurde Che Mitglied der Stammbesetzung der Sendung und noch im selben Jahr wurde er zum co-head writer ernannt.

### Weitere Auftritte
Im Jahr 2014 war Che in Top Five zu sehen. Er spielte darin Paul, einen Freund von Andre Allen, der von Chris Rock verkörpert wurde. In der deutschen Fassung wurde Che von Nico Sablik synchronisiert.
Am 17. September 2018 war er gemeinsam mit Colin Jost Gastgeber der Emmy-Preisverleihung.

## Kontroversen
Im Vorfeld des Super Bowl LI nannte Che die Stadt Boston „die rassistischste Stadt“, die er jemals besichtigt habe und verweigerte eine Entschuldigung. Er ist ebenfalls für seine Auseinandersetzungen mit Kritikern und Kollegen, wie zum Beispiel Steven Hyden oder Jack Allison, bekannt.
Nach mehreren Äußerungen im Rahmen von Witzen bei SNL wurde ihm im Januar 2021 Nähe zu transphoben Positionen vorgeworfen.